# Коробочка, Анатолий Васильевич
Анато́лий Васи́льевич Коро́бочка (род. 5 января 1955, Симферополь) — советский футболист и российский футбольный тренер. Мастер спорта СССР. Заслуженный работник физической культуры. Член президиума Совета ветеранов спорта ЦСКА.

## Карьера

### Клубная
Играл за «Таврию», ЦСКА, одесский СКА, а также за команду ГСВГ и клубы низших лиг чемпионата ГДР.

### Тренерская
Работал с ЦСКА-2 (Москва), «Реутовом», «Таврией», «Спартаком-Чукоткой».
В 2008 году руководил клубом «Харт оф Мидлотиан».
В 2010—2011 годах тренировал «Горняк» (Учалы) из второго дивизиона, вывел клуб в 1/8 финала Кубка России 2010/11 (в 1/16 финала был обыгран московский «Локомотив»).
С 2012 года был директором спортивного интерната ЦСКА. С 2021 года — директор гостиницы ЦСКА.